# Potamilla ceylonica
Potamilla ceylonica är en ringmaskart som beskrevs av Augener 1926. Potamilla ceylonica ingår i släktet Potamilla och familjen Sabellidae. Inga underarter finns listade i Catalogue of Life.